# Елисей Плетенецкий
Елисей Плетенецкий (в миру — Александр Михайло́вич, по другим данным Томаше́вич; род. между 1550 и 1554, ум. 29 октября 1624) — православный культурный и общественный деятель Малой Руси в составе Речи Посполитой, просветитель, писатель. Архимандрит Киево-Печерской лавры и активный борец с унией. Основатель печатного двора Киево-Печерской лавры и Радомышльской бумажной фабрики.

## Ранние годы
Родился в родовом имении — селе Плетеничи в Русском воеводстве (ныне — во Львовском районе Львовской области), недалеко от Золочева, в мелкошляхетской православной семье. Отец — старшина реестрового казачества (точный ранг неизвестен).
О его ранних годах и начале церковной деятельности почти ничего не известно — кроме того, что образование получил в братских школах Львова и Острога. Согласно некоторым источникам, Александр Плетенецкий сначала предпочитал военную карьеру и даже якобы какое-то время был казаком по примеру отца.
Монашеский постриг принял под именем Елисей — по одним данным, в Межигорском монастыре, по другим — в Киево-Печерской лавре.

## Архимандрит Лещинского монастыря. Избрание архимандритом Киево-Печерской лавры
В 1595 году Елисей Плетенецкий был избран архимандритом Лещинского монастыря в Пинске. В декабре 1596 года он принял участие в Брестском соборе противников церковной унии (в это же время в Бресте проводился собор, где эта уния заключалась). Несколько ранее, 23 октября того же года во Владимире-Волынском проходил ещё один собор противников унии, где был вынесен протест против объединения православной и католической церквей в Речи Посполитой. Протест был подписан тогдашним архимандритом Киево-Печерской лавры Никифором Туром и архимандритом лещинским Елисеем Плетенецким.
Того же года по неизвестным причинам (очевидно, из-за позиции в вопросе унии) Плетенецкий был отстранен от архимандритства и лишен сана. Несмотря на это, опираясь на своих сторонников и на князя — воеводу киевского Василия-Константина Острожского, продолжал руководить монастырем до своего избрания архимандритом Киево-Печерской Лавры.
В сентябре 1599 года избран архимандритом Киево-Печерской лавры после смерти её предыдущего архимандрита, Никифора Тура. Избрание Плетенецкого, креатуры князя — воеводы киевского Василия-Константина Острожского и казаков, проходило в условиях острой конкуренции с выдвиженцем короля Ипатием Потием, который на тот момент уже был митрополитом киевским. Под предлогом наблюдения за выборами король послал в Лавру киевского римо-католического епископа Кшиштофа Казимирского, но князь Острожский не пустил его в обитель. Таким образом, прошло двое выборов: сторонники унии поддержали Потия, сторонники православия (дизуниты) и воеводы киевского — Елисея Плетенецкого.
Утверждение Елисея Плетенецкого Киево-Печерским архимандритом произошло однако несколькими годами позже. Несмотря на то, что папа римский Климент VIII своё время издал буллу о передаче Лавры греко-католикам, Василий-Константин Острожский отправил православного Елисея Плетенецкого к папскому нунцию, настаивая, чтобы тот способствовал утверждению его протеже как новоизбранного архимандрита на его новой должности. Это был достаточно смелый шаг со стороны князя — ведь после Брестской унии православная иерархия, которая не признала её, оказалась вне закона. Правда, при этом князю пришлось пообещать понтифику способствовать процессу объединения с Римом. Нунций однако поставил условие: «сначала объединение, потом утверждение Плетенецкого». В конце концов, папа 19 июля 1603 года отменил своё буллу о передаче Киево-Печерской Лавры греко-католикам, а Елисея Плетенецкого король утвердил лаврским архимандритом. Однако грамоту на архимандритство Сигизмунд III дал Плетенецкому двумя годами позже — 22 февраля 1605 года после соответствующего решения сейма.
Что касается князя Константина, то он, получив ожидаемое, возобновил борьбу с унией и лично с Ипатием Потием — в то время киевским митрополитом, поддерживая в этом и Плетенецкого.
Первое, что сделал Елисей Плетенецкий на должности архимандрита — вернул «общежительное правило» по чину Василия Великого в Лавре, которое нарушалось при его предшественнике. Вместе с тем, он заботился об улучшении бытовых условий монахов Лавры. Елисей Плетенецкий также проводил ремонтные и реставрационные работы в главном лаврском храме — Свято-Успенском соборе.
Плетенецкий стал известен своей благотворительной деятельностью. По его приказу, из монастырских запасов каждому, кто просил, давали хлеб и горячую пищу. При Лавре была также построена кухня для престарелых нищих.
Очевидно, Плетенецкий был причастен к основанию Китаевской Пустыни в Киеве, которую заложили некоторые лаврские монахи. В дальнейшем Пустынь пополнялась монахами-беглецами из других монастырей, чьи игумены признали Брестскую унию. При его архимандритстве в Киеве также появился Вознесенский женский монастырь.

## Борьба против церковной унии и за возврат отобранных лаврских имений

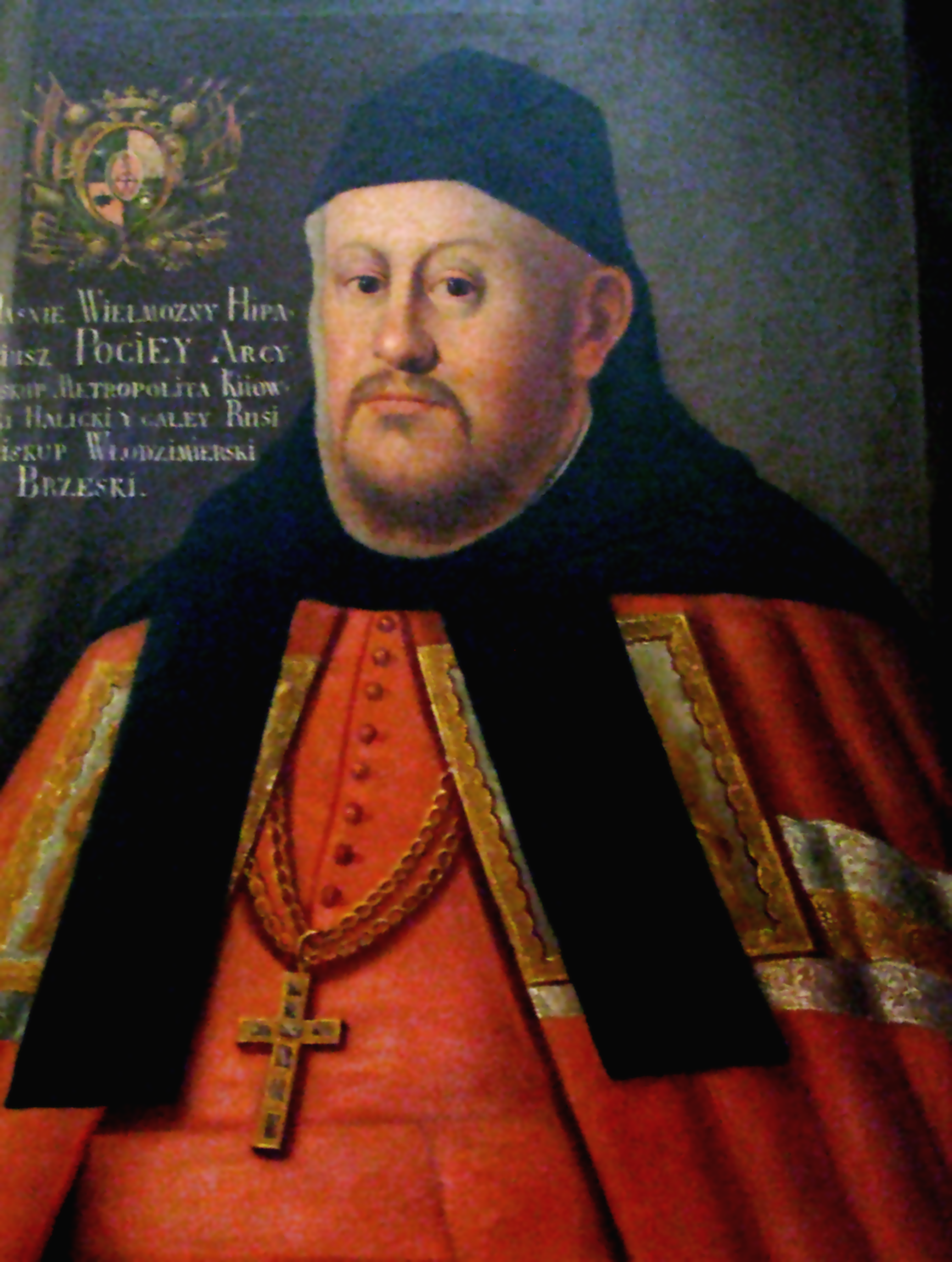
Ипатий Потий

На следующий месяц после выборов нового лаврского архимандрита (12 октября 1599 г.) Ипатий Потий попытался с помощью специальной комиссии во главе с оршанским возным Зенковичем реквизировать владения Лавры. Однако сторонники Плетенецкого, преимущественно казаки, оказали вооруженное сопротивление.
В 1608 году митрополит Ипатий Потий попытался отстранить Плетенецкого от архимандритства. Поводом стало выступление части печерских монахов против архимандрита, обвиняемого ими в расходе излишков доходов Лавры с неизвестной целью — «которая бы рачей на потребы монастырскіє яко и чернецкіє оборочаты ся міла»
«Можно думать, что уже тогда архимандрит начал что-то изымать из расходов на сытую и пьяную монастырскую жизнь, направляя на другие, культурные потребности», — считает украинский историк Михаил Грушевский, видя в этом причину недовольства лаврских монахов.
10 сентября того же года Потий назначил иеродиакона Антония Грековича своим наместником в Лавре. Но за Плетенецкого вступились казаки и киевская православная шляхта, а значительная часть лаврских монахов отказалась признать власть представителя греко-католического митрополита. В феврале 1618 Антоний Грекович был утоплен казаками в проруби на Днепре.
Чтобы обезопасить в дальнейшем Киево-Печерскую Лавру от притязаний Ипатия Потия, Елисей Плетенецкий добился для неё ставропигии, то есть непосредственного подчинения патриарху константинопольскому, а не местной церковной власти (правда, король Сигизмунд III ещё в 1603 году по требованию русских послов сейма отделил Лавру от киевской митрополии).
Весной 1612 года Елисей Плетенецкий встречается с митрополитом софийским Неофитом, который на длительное время оседает в Киево-Печерской Лавре. Неофит фактически берет на себя функции киевского православного митрополита (освящал церкви, рукополагал священников), составляя этим конкуренцию Ипатия Потию. Тот поначалу не решался ничего сделать наперекор, поскольку Неофита охраняли казаки, киевские православные шляхтичи и мещане. Однако позже начал против Неофита и киевского православного духовенства (в том числе и Плетенецкого) судебный процесс в Люблинском трибунале.
Дело, однако было спущено на тормозах. Православные духовные на суде заявили, что не поручали митрополиту Неофиту святить церкви и рукополагать священников, а другие заявили, что не признают юрисдикции трибунала и его решений.
После смерти Ипатия Потия (18 июля 1613 г.) Елисей Плетенецкий с помощью казаков Петра Сагайдачного силой вернул Лавре имения, отобранные королём Сигизмундом III в пользу киевской греко-католической митрополии ещё при жизни предшественника Потия — Михаила Рагозы. Преемник Потия — митрополит Иосиф Вельямин Рутский подал на Плетенецкого в суд, дело выиграл, но лаврский архимандрит не отдал захваченные владения. Свои действия он мотивировал тем, что покойный Рагоза имел долги перед Лаврой. Возному Киевского воеводства, который должен был произвести исполнение судебного приговора, архимандрит объяснил, что будет удерживать захваченные имения до выплаты долгов, в случае же необходимости готов защищать свои права силой оружия.
В конце концов, Рутский отказался от тех имений за определённую сумму отступного, а в 1616 году король Сигизмунд III окончательно утвердил их за Киево-Печерской лаврой.

## Контакты с Лжедмитрием
В 1601 году архимандрит Елисей Плетенецкий проводил переговоры с Лжедмитрием — Григорием Отрепьевым, который останавливался в Лавре по дороге на Острог. Во время визита Лжедмитрия в Лавру его сопровождал старец Варлаам. В своём «извете» на имя российского царя Василия Шуйского, писаном в мае 1606 года, Варлаам сообщает, что он и Отрепьев, когда тот был ещё иноком, встречались лично с Плетенецким в Киево-Печерской Лавре:
.

## Издательская деятельность
В 1615 году по приказу Елисея Плетенецкого в Киево-Печерской лавре был построен Печатный двор. Оборудование для неё было закуплено у львовского епископа Гедеона Балабана и его сына Федора, которые до этого держали свою типографию в Стрятине. В лаврской типографии начали печататься не только церковные, но и светские книги. Выходили они на западнорусском книжном языке, на польском и латыни.
С момента основания типографии и до смерти архимандрита лаврская типография издала 11 книг. Среди них были не только церковные книги, но и полемические, философские произведения. Первой книгой, вышедшей в лаврской типографии, стала церковно-служебная книга «Часослов» (1616), которую также использовали для преподавания в школах. Книга эта была небольшая по формату, содержала более 200 страниц. Открывалась она вступительным словом Елисея Плетенецкого. Кроме служебных текстов, в «Часослове» содержались произведения некоторых западнорусских авторов. Книга сделалась популярной среди киевлян, они просили Плетенецкого увеличить её тираж. До наших дней дошли четыре копии лаврского «Часослова», все они находятся в музеях России (три в Москве, один в Петербурге).

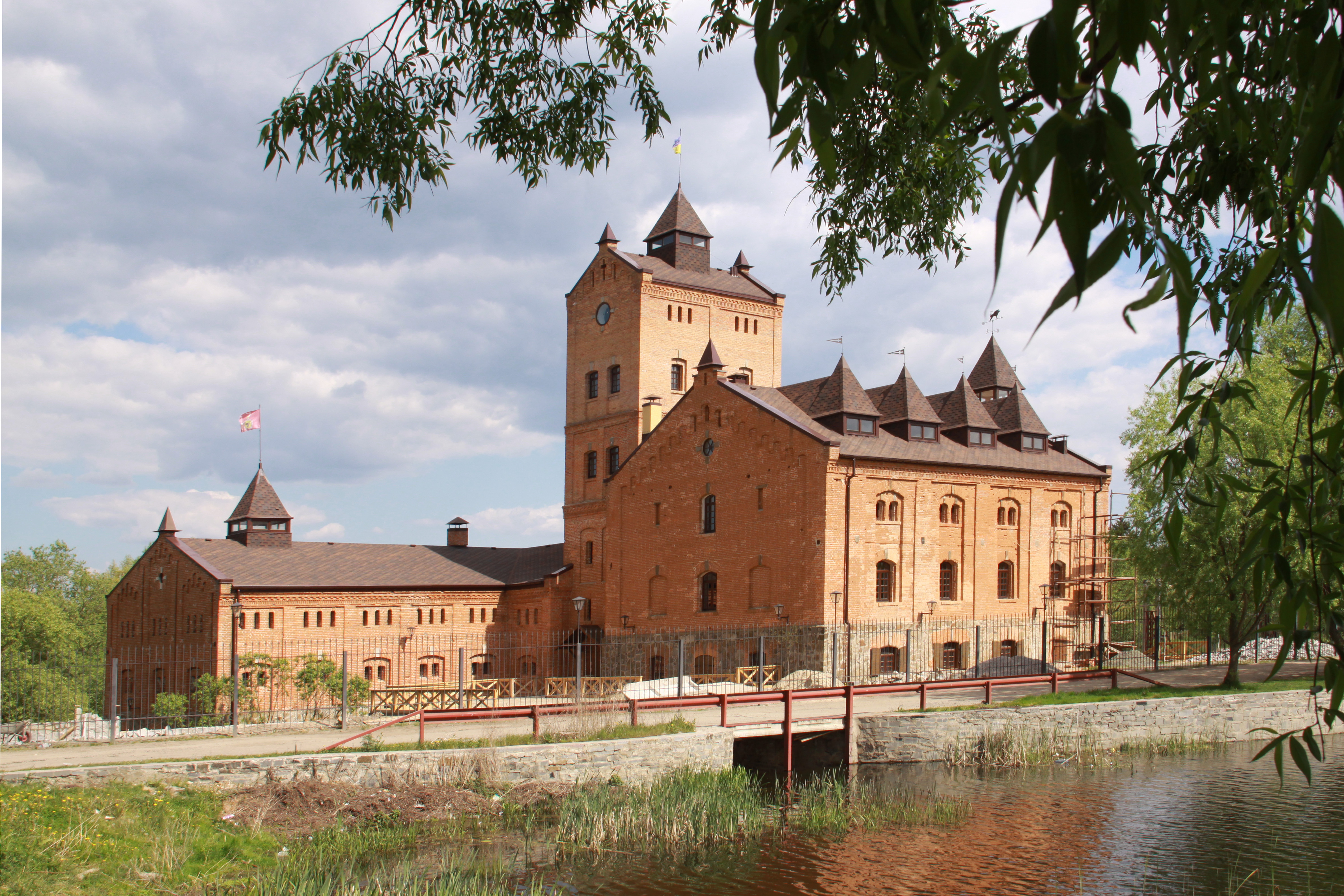
Радомышльская бумажная фабрика

Правда, с самого начала Плетенецкий, посоветовавшись перед этим с братией Лавры, планировал печати «Антологион» (сборник праздничных служб, содержавший также полемические тексты), но работа над ним затянулась до января 1619 (книга насчитывала 1212 страниц, содержала гравюры, тексты были набраны несколькими разными шрифтами). За это время, кроме «Часослова», была издана книга панегирической поэзии «Визерунок цнот превелебного в Бозе его милости господина отца Елисея Плетенецкого» (1618). Она была написана Александром Митурой и стала первым сборником поэзии, изданным в Киеве. До наших дней сохранилась единственная копия этого сборника, которая хранится в Российской государственной библиотеке в Москве.
Были изданы также «Номоканон» (1620), «Служебник» (1620), школьные учебники. Выходила, кроме «Антологиона», и другая переводная литература. Например, «Беседы Иоанна Златоуста на 14 посланий святого апостола Павла» (1623 г.), «Беседы Иоанна Златоуста на деяния святых апостолов» (1624 г.). Обе книги вышли в рамках проекта подготовки полного издания сочинении Иоанна Златоуста, который однако не был доведен до конца.
Из авторской полемической литературы наиболее значимой стала «Книга о вере единой» (1621), написанная вероятно Захарией Копыстенским.
Книги, напечатанные в киевской лаврской типографии, стали популярными и в Российском царстве, особенно в «Смутное время» после «Димитриады», когда книгопечатание там переживало упадок.
Для обеспечения типографии бумагой по приказу Елисея Плетенецкого была сооружена в Радомышле (между 1612 и 1616 гг) бумажная фабрика («папирня») — первое в Малой Руси предприятие подобного профиля (ныне на его месте расположен Музей украинской домашней иконы). Бумага, выпускавшаяся там, маркировалась при жизни Елисея Плетенецкого водяным знаком в виде его личного герба.

## «Лаврский кружок» православных интеллектуалов
С именем Елисея Плетенецкого связывается возникновение церковно-просветительского и культурного центра на базе Киево-Печерской Лавры. Печерский архимандрит сплотил вокруг себя выдающихся тогдашних православных религиозных и образовательных деятелей. Среди которых были энциклопедист и филолог, иеромонах Павел (Памво) Берында. До 1616 года он работал во львовской братской типографии, но потом Плетенецкий пригласил его лично, как знатока греческого языка и печатного дела, для работы над «Антологионом». Берында согласился не сразу — Плетенецкому пришлось несколько раз писать ему письма. Но после издания «Антологиона» Памво Берында остался в Киеве и в дальнейшем участвовал в других издательских проектах Лавры.
В лаврский интеллектуальный кружок входили также: богослов, протопоп Лаврентий Зизаний; преемник Плетенецкого на архимандритстве, иеромонах Захария Копыстенский, Тарас Земка, будущий митрополит Киевский и Галицкий Иов Борецкий, будущий лаврский архимандрит а впоследствии также митрополит Киевский и Галицкий — Петр Могила, и другие. Круг их эрудиции и интересов был широк: богословие, философия, лингвистика, география, изобразительное искусство, античная и ренессансная западноевропейская литература, литературный перевод.
Плетенецкий пригласил также в свой кружок Иова Княгиницкого — основателя Манявского скита, бывшего преподавателя Острожской академии, близкого к семье Михаила и Раины Вишневецких. Но из-за несовпадения с лаврскими интеллектуалами во взглядах на суть монашества Княгиницкий вскоре покинул Лавру и вернулся к своему скиту. Если для Плетенецкого монашество было одним из средств служения людям, то Княгиницкий рассматривал его лишь как средство спасения от мирского «лживого царства дьявола». На его взгляды очевидно повлияло то, что он в течение более 13 лет жил на Афоне, куда был отправлен князем Василием-Константином Острожским. Там Княгиницкий общался с Иваном Вышенским, известным своими консервативными взглядами, который отрицал какие-либо интеллектуальные контакты православных церковных деятелей с Западом.
Несмотря на это, Плетенецкий с уважением относился к Княгиницкому и неоднократно обращался к нему по проблемным вопросам, касающихся церковной жизни.
«Кружок Плетенецкого» способствовал возвращению Киеву роли крупного гуманитарного и политического центра «русской» части Речи Посполитой. Изданные при участии членов кружка книги получили распространение не только в Речи Посполитой, но и в Российском царстве, других славянских землях (Болгарии, Сербии) — в частности, «Большой катехизис» под редакцией Лаврентия Зизания; составленный Памвом Берындой «Лексикон словеноросский», считающийся первым малороссийским словарём. Он содержал перевод на западнорусский книжный язык около 7 тысяч слов церковнославянского языка, а также некоторых других слов иностранного происхождения. Словарь выдержал несколько переизданий, в том числе за пределами Речи Посполитой.
В том же 1615 году Елисей Плетенецкий принял участие в организации школы Богоявленского братства, соучредителем которого он был. В качестве образца была взята львовская братская школа, где когда-то учился сам Плетенецкий. Позже, уже при архимандритстве Петра Могилы, будучи объединённой с лаврской школы, Богоявленская братская станет частью Киево-Могилянской коллегии. Спонсором школы Богоявленского братства стала жена мозырского воеводы Елизавета (Галшка) Гулевич, которая пожертвовала на неё значительную часть своего состояния. Позже школой занимался казацкий гетман Петр Сагайдачный, который вместе со всеми сечевиками записался в Богоявленское братство, помогая ему в том числе финансово. На средства казаков был возведен главный храм братства — Богоявленская церковь.
Обучение в школе было бесплатным. Занятие проводил лично Елисей Плетенецкий, а также члены его «кружка» — Беринда, Зизаний и другие. В братской школе преподавались латынь, богословие, риторика, география, грамматика. Среди учеников школы были также выходцы из Московского царства.

## Восстановление православной иерархии
В 1620 году Елисей Плетенецкий вместе с Петром Сагайдачным уговорил иерусалимского патриарха Феофана III восстановить отмененную королём Сигизмундом III православную иерархию. Переговоры, вероятнее всего, происходили в Киево-Печерской Лавре, где Феофан остановился по дороге из Москвы. Патриарх сначала не хотел этого делать, поскольку имел неплохие отношения с королевским двором Речи Посполитой и дорожил ими. Но в конце концов согласился — «за пожертвование».

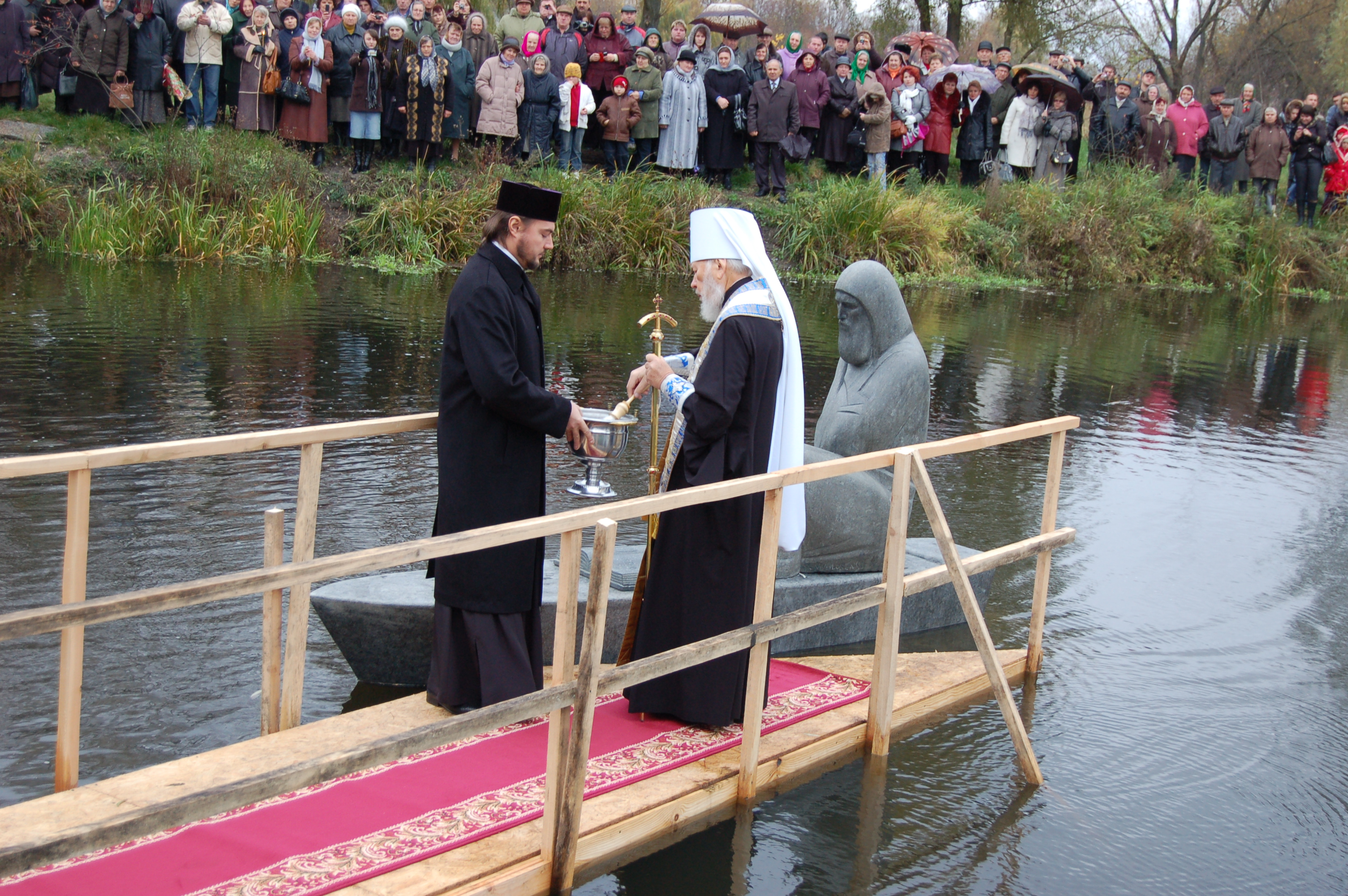
Освящение памятника архимандриту Киево-Печерской лавры Елисею Плетенецкому.

Процедура восстановления православной иерархии противоречила тогдашнему законодательству Речи Посполитой, согласно которому высших православных церковных иерархов утверждал лично король. Приказ Сигизмунда III арестовать патриарха и участников процесса восстановления не был выполнен. Феофана и новоизбранных архиепископов и митрополита (им стал член основанного Плетенецким «лаврского кружка» — Иов Борецкий) охраняли казаки. Кроме того, перед Сигизмундом III тогда стояла проблема набора войска для противостояния Турции после злополучной для Речи Посполитой Цецорской битвы (1620), которая закончилась гибелью великого коронного гетмана Станислава Жолкевского и пленением польского гетмана Станислава Конецпольского.
Официального возобновления православной иерархии (с её, однако, последующей заменой) добился в 1632 году другой член кружка Плетенецкого — Петр Могила, когда Сигизмунда III сменил на троне его сын, Владислав IV.

## Последние годы жизни. Увековечение памяти

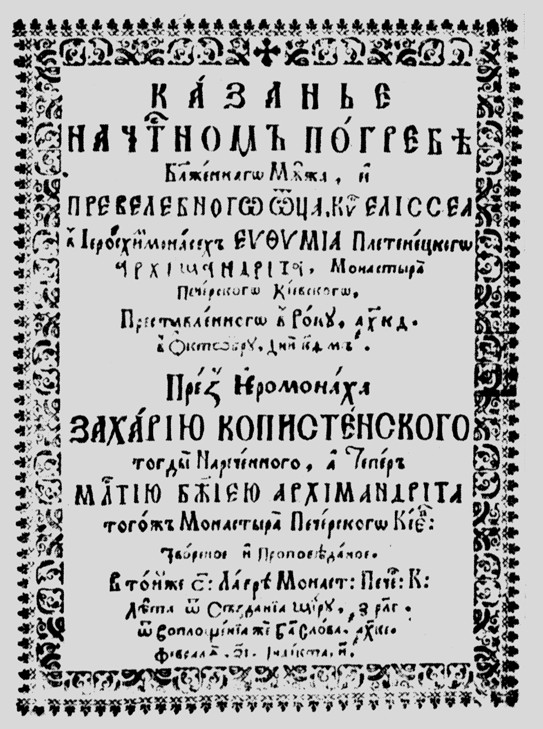
«Сказание» Захарии Копыстенского по случаю смерти Елисея Плетенецкого. Типография Киево-Печерской лавры, 1625

Современники высоко оценивали деятельность Елисея Плетенецкого, направленную на возрождение церковной и культурной жизни православной части Речи Посполитой. По словам Захарии Копыстенского, иеромонаха а впоследствии преемника Елисея Плетенецкого на должности архимандрита Киево-Печерской лавры, его предшественник и патрон был «отцом не только для Лавры, но и для всего народа».
Перед смертью Елисей Плетенецкий принял схиму под именем Евфимия. Умер 29 октября 1624 года как иеросхимонах. Похоронен 17 февраля 1625 года в отреставрированном ним Свято-Успенском храме Киево-Печерской лавры рядом с надгробием литовского князя Скиргайла и княгини Евпраксии — сестры Владимира Мономаха. Захоронение до нашего времени не сохранилось.

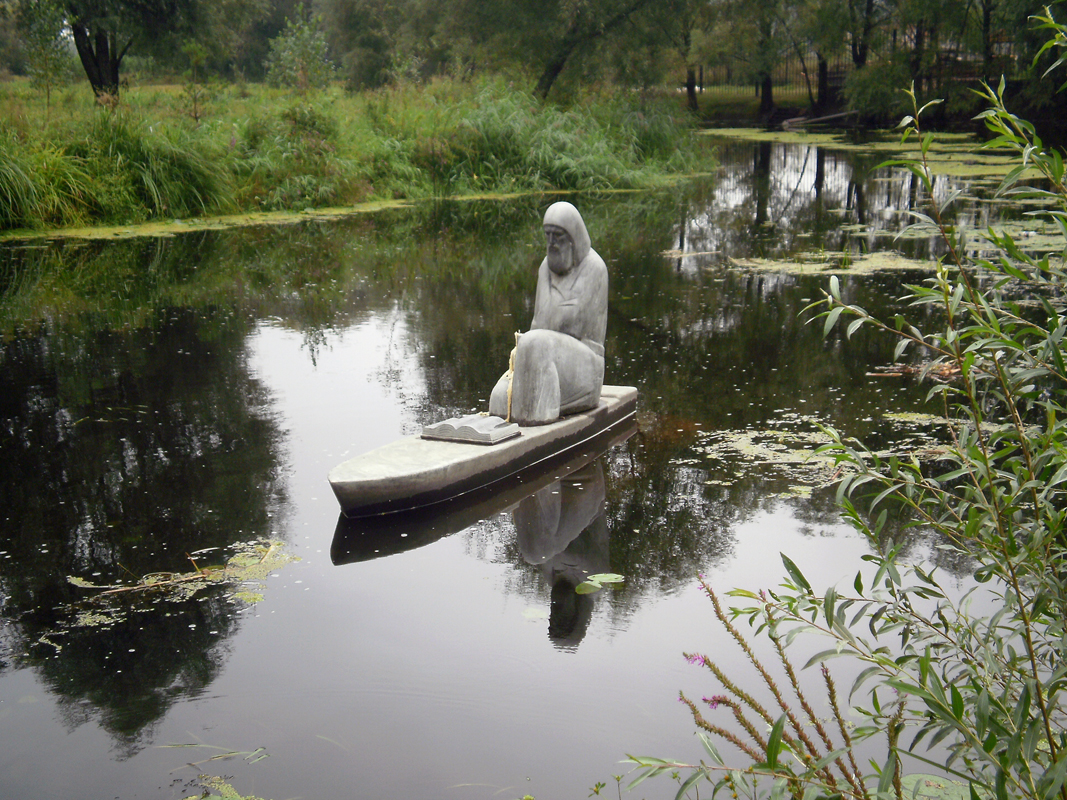
Памятник Елисею Плетенецкому в Радомышле

В надгробной эпитафии упоминалось, что Плетенецкий «великую церковь, обветшавшую, от развалин предохранил, монастырские волости древние возвратил, а новые устроил, снабдил оные всем и определил везде священников и сам избрал преемником себе наместника своего иеромонаха Захарию Копыстенского». Копыстенский произнес над умершим прощальную речь («надгробное слово»). После смерти Плетенецкого он занял должность лаврского архимандрита и возглавил типографию, основанную его предшественником.
В 2009 году в городе Радомышле на территории историко-культурного комплекса «Замок Радомысль» был сооружен памятник Елисею Плетенецкому. Это единственный на сегодня на Украине памятник этому выдающемуся религиозному и культурному деятелю и единственный памятник на подвижной поверхности воды. Скульптор — Владислав Волосенко.